# Zone de faille d'Elsinore

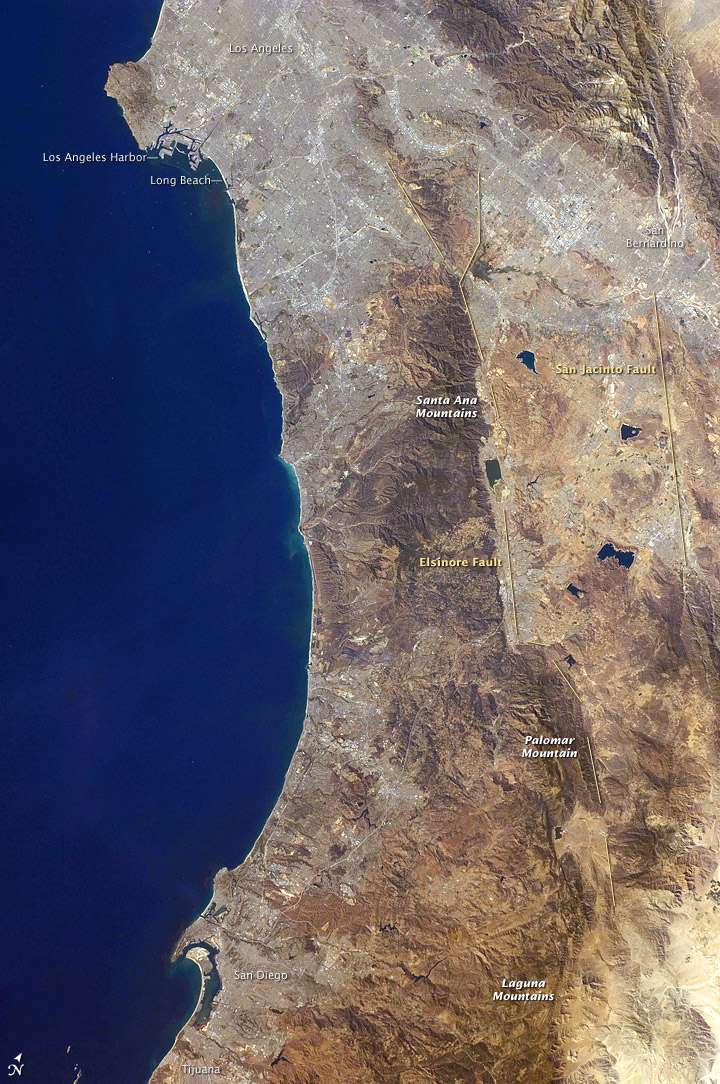
Côte californienne, de Los Angeles à la baie de San Diego. Elsinore Fault Zone est étiquetée au centre le long des montagnes de Santa Ana. Photo de la NASA, 2008.

La zone de faille d'Elsinore est une grande structure de failles en décrochement, située dans le sud de la Californie,,. La faille fait partie de la division trilatérale du système de failles de San Andreas. C'est l'une des failles les plus importantes du sud de la Californie, bien que l'une des plus silencieuses.

## Caractéristiques de la faille
La zone de faille d'Elsinore, sans compter les failles de Whittier, Chino et Laguna Salada, est longue de 180 kilomètres avec un taux de glissement de 4,0 mm/an. Cette zone est capable de produire un tremblement de terre de 6,5 à 7,5 MW. L'intervalle projeté entre les événements de rupture majeurs est de 250 ans.
Le dernier événement majeur de rupture sur la faille principale d'Elsinore remonte à 1910 avec un tremblement de terre de MW = 6 le 15 mai 1910, précédé par des chocs modérés les 10 avril et 12 mai,  centré juste au nord-ouest de la ville de Lake Elsinore.

## Géologie
La faille s'étend de la région montagneuse des Peninsular Ranges entre El Centro et San Diego, au nord-ouest de la chaîne de Chino Hills et Chino Hills. À l'extrémité sud de la zone de faille se trouve l'extension sud-est de la zone de faille d'Elsinore, la faille de Laguna Salada . À son extrémité nord, la zone de faille d'Elsinore se divise en deux segments, la faille de Chino (en) et la faille de Whittier (en). Dans le fossé d'Elsinore, la zone de faille d'Elsinore crée quatre vallées de fracture graben entre le bloc de montagne Santa Ana et le bloc de Perris (en) : la vallée de Temescal (en), la vallée d'Elsinore (en) avec son grand étang d'affaissement du lac Elsinore  et la vallée de Temecula et la vallée de Wolf (en). Dans le fossé d'Elsinore, la zone de faille est divisée en paires de brins parallèles avec la faille de Glen Ivy Nord et la faille du lac Lee formant la première vallée, la faille de Glen Ivy Sud et Willard Faults la seconde et les failles Willard et Wildomar les deux dernières vallées à le sud-est,,,. 
Une étude pluriannuelle publiée en 2018 suggère un lien entre la faille d'Elsinore et d'autres lignes de faille plus au sud, au Mexique: « ... les observations du désert de Yuha et de la fossé de Salton suggèrent que la rupture du tremblement de terre M7.2 El Mayor - Cucapah de 2010, la faille de Laguna Salada en Basse-Californie, au Mexique, et la faille d'Elsinore en Californie font partie du même système de failles ».